# Liorhina lugubris
Liorhina lugubris är en insektsart som först beskrevs av Van Duzee 1940.  Liorhina lugubris ingår i släktet Liorhina och familjen spottstritar. Inga underarter finns listade i Catalogue of Life.